# سوفي هوسكينغ
سوفي هوسكينغ (بالإنجليزية: Sophie Hosking)‏ (و. 1986  م) هي مجدفة بريطانية، ولدت في إدنبرة، شاركت في التجديف في الألعاب الأولمبية الصيفية 2012 – وزن خفيف سيدات تجديف مزدوج ‏.

## الحياة الخاصة
ولدت هوسكينج عام 1986. والدها هو المجدف خفيف الوزن ديفيد هوسكينج.  عندما كانت مراهقة، لعبت كلاعبة خط وسط لفريق الشباب في بطولة ويمبلدون للسيدات. التحقت بعدها بمدرسة كينغستون النحوية في لندن، قبل إكمال دراستها الجامعية في الكيمياء والفيزياء في كلية تريفيليان، جامعة دورهام، وتخرجت في عام 2007. بعد تقاعدها من التجديف التنافسي، شرعت هوسكينج في مهنة جديدة كمحامية وهي الآن رئيسة الشؤون القانونية في المملكة المتحدة في cazoo.

## مهنة التجديف
وهي عضو في نادي لندن للتجديف في بوتني.  لاعب أساسي في رياضة التجديف البريطانية خفيفة الوزن منذ عام 2007، فاز هوسكينج بميدالية ذهبية مفاجئة لبريطانيا العظمى في أولمبياد 2012 زوارق التجديف المزدوجة خفيفة الوزن، إلى جانب كات كوبلاند.  كان نجاح هوسكينج وكوبلاند هو الثاني من بين ست ميداليات ذهبية فازت بها بريطانيا العظمى في يوم السبت الأوسط من دورة الألعاب 2012، فيما أصبح يعرف في المملكة المتحدة باسم السبت الكبير.
كانت جزءًا من الفريق البريطاني الذي تصدر جدول الميداليات في بطولة العالم للتجديف 2011 في بليد، حيث فازت بالميدالية البرونزية كجزء من زوارق التجديف المزدوجة خفيفة الوزن مع هيستر جودسيل.

## التعليم
تعلمت في جامعة درم.

## جوائز
تم تعيين هوسكينج عضوًا في وسام الإمبراطورية البريطانية (MBE) في مرتبة الشرف للعام الجديد 2013 لخدمات التجديف.

## روابط خارجية
- سوفي هوسكينغ على موقع الاتحاد الدولي للتجديف (الإنجليزية)
- سوفي هوسكينغ على موقع اللجنة الأولمبية الدولية (الإنجليزية)
- سوفي هوسكينغ على موقع أوليمبيديا (الإنجليزية)
- سوفي هوسكينغ على موقع اللجنة الأولمبية البريطانية (الإنجليزية)